# Roman Martínez
Pour les articles homonymes, voir Martínez.
Román Martínez, né le 5 mars 1988, à El Paso, est un joueur américano-mexicain de basket-ball. Il évolue au poste d'ailier. 

## Palmarès
- Champion des Amériques 2013